# Villeneuve-le-Roi (tổng)
Tổng Villeneuve-le-Roi là một tổng thuộc tỉnh Val-de-Marne trong vùng Île-de-France.

## Các xã
| Xã                | Dân số | Mã bưu chính | Mã insee |
| ----------------- | ------ | ------------ | -------- |
| Ablon-sur-Seine   | 4 867  | 94 480       | 94 001   |
| Villeneuve-le-Roi | 18 292 | 94 290       | 94 077   |

## Thông tin nhân khẩu
| 1962                                                     | 1968   | 1975   | 1982   | 1990   | 1999   |
| -------------------------------------------------------- | ------ | ------ | ------ | ------ | ------ |
| 27 386                                                   | 28 766 | 26 627 | 25 776 | 25 263 | 23 159 |
| Nombre retenu à partir de 1962 : dân số không tính trùng |        |        |        |        |        |